# سفارة كولومبيا في مصر
سفارة كولومبيا لدى مصر هي الممثلية الدبلوماسية العليا لدولة كولومبيا لدى جمهورية مصر العربية. 

## موقع

تقع السفارة في 6 ش سراى الجزيرة، الزمالك، القاهرة، الجيزة.

## اقرأ أيضا
- قائمة البعثات الديبلوماسية في مصر
- وزارة الخارجية المصرية
- قائمة رحلات عبد الفتاح السيسي الخارجية في الفترة الرئاسية الأولى
- قائمة رحلات عبد الفتاح السيسي الخارجية في الفترة الرئاسية الثانية
- قائمة رحلات عدلي منصور الرئاسية الخارجية